# Freiwillige Feuerwehr Dornbirn
Die Freiwillige Feuerwehr Dornbirn ist die Feuerwehr der Stadt Dornbirn und mit 261 Mitgliedern die größte Feuerwehr im österreichischen Bundesland Vorarlberg, in dem nur Freiwillige Feuerwehren bestehen. Die Turnerfeuerwehr Dornbirn ist neben Bregenz und Feldkirch die älteste Turnerfeuerwehr Österreichs. Da die Feuerwehr in Österreich Landessache ist, untersteht sie der Feuerpolizeiordnung von 1949 des Landes Vorarlberg, sowie der Dienstordnung des Vorarlberger Landesfeuerwehrverbandes und hat daher den örtlichen Brandschutz und Gefahrenschutz der Stadt Dornbirn sicherzustellen.

## Geschichte
Die Gründung des Turnvereins in Dornbirn im Jahr 1845 war eine der ersten im deutschsprachigen Teil der österreichisch-ungarischen Monarchie. Die Anfänge einer organisierten Brandbekämpfung durch die Turnerbewegungen in Bregenz, Dornbirn und Feldkirch gehen bis in das Jahr 1848 zurück. Diese Bewegungen wurden jedoch 1852 behördlich aufgelöst. Erst durch die Verfassungsreform von 1861 konnte 1862 die (Neu-)Gründung des Dornbirner Turnvereins erfolgen. Am 4. März 1865 fand die erste Sitzung eines Feuerwehr-Komitees statt. Diesem gehörte der spätere langjährige Bürgermeister Johann Georg Waibel, Arnold Rüf, Otto Fußenegger, Ferdinand Ehrhart und August Rhomberg („Färbers“) an. Eine Eingabe dieses Komitees an den Gemeinde-Ausschuss bezüglich der Gründung einer Freiwilligen Feuerwehr wurde von diesem am 9. und 27. Jänner 1866 behandelt. Es wurde auch beschlossen, eine Metz’sche Feuerspritze für 1.343 Gulden anzuschaffen und eine Feuerlöschordnung auszuarbeiten. 1866 erfolgte auch die Vereinsgründung und damit die Gründung der Freiwilligen Feuerwehr Dornbirn. Die Vereinsstatuten wurden am 26. Dezember 1866 auf der Jahreshauptversammlung beschlossen und die Feuerwehr offiziell gegründet und am 31. Dezember 1868 von der Statthalterei für Tirol und Vorarlberg bestätigt. Ende 1865 war bereits ein Steiger- und ein Spritzen-Corps der Turner einsatzbereit. Im Frühling 1866 begann der Übungsbetrieb. Baumeister Josef Anton Albrich wurde am 30. Juni 1866 zum ersten Kommandanten bestimmt. Der erste Einsatz zu einem Brand des Bauernhofes des Georg Mäser in Hohlen fand bereits am 24. September 1866 statt.
Eine „Feuer-Löschordnung“ wurde am 13. Dezember 1868 niedergeschrieben und von der k.k. Statthalterei für Tirol und Vorarlberg in Innsbruck am 31. Dezember 1868 genehmigt. Die Feuer-Löschordnung erhielt als Anhang eine Dienstordnung, in welcher die Organisation des Löschdienstes und die Pflichten der Bürger und der Gemeinde festgehalten sind.
Im Jahr 1873 organisierte die Freiwillige Feuerwehr Bludenz das erste Treffen der Vorarlberger Feuerwehren. Am 13. Mai 1875 wurden die Statuten und damit der Zusammenschluss der Feuerwehrvereine von Bregenz, Dornbirn, Hohenems, Feldkirch, Bludenz und Schruns zum Vorarlberger Feuerwehr Gauverband genehmigt. In Dornbirn fand am 11. Juli 1875 die konstituierende Sitzung im Gasthaus Mohren in Dornbirn statt und im September desselben Jahres das erste Landesfeuerwehrfest. Der Dornbirner Bürgermeister Johann Georg Waibel wurde zum ersten Gauobmann bestimmt.
Im Zuge der Hochwasserkatastrophe 1910 wurde eine Wasserwehr gegründet. 1912 erfolgte die Auslieferung der ersten Benzinmotorspritze (Fabrikat Union Wien mit einer Förderleistung von 500 l/min).
Am 21. Oktober 1922 wird der Beschluss zur Gründung der „Rettungsabteilung der Feuerwehr Dornbirn“ gefasst und umfasst zu Beginn neun Mann. Die konstituierende Sitzung der Rettungsabteilung fand am 28. Oktober 1922 im Steigerturm statt. Thomas Spiegel wurde zum Obmann bestellt.
Im Jahr 1925 wird die Freiwillige Feuerwehr in vier Löschzüge eingeteilt, die sich an den Schulbezirken orientieren (Markt, Hatlerdorf, Oberdorf und Haselstauden). 1927 erfolgte die Fertigstellung der Trink- und Nutzwasserversorgung – es wurden auch über 300 Überflurhydranten installiert.
Das Großfeuer im Ebnit am 30. Juni 1927 mit Zerstörung der Kirche, der Schule, des Pfarrhofs und der Säge führt 1936 zur Gründung und Ausrüstung einer 28 Mann starken Löschgruppe.
Die Helme nach „Wiener Bauart“, die bereits bei der Freiwilligen Feuerwehr Dornbirn in Verwendung stehen, werden aufgrund eines Beschlusses vom 24. Februar 1935 des Ausschusses des Vorarlberger Landesverbandes für Feuerwehr- und Rettungswesen für ganz Vorarlberg eingeführt.
Das in Deutschland geltende Gesetz über das Feuerlöschwesen wurde mit 1. Oktober 1939 in Österreich in Kraft gesetzt. Die freiwillige Feuerwehr in Vorarlberg wird als Feuerlöschpolizei in die deutsche Ordnungspolizei eingegliedert. Haussammlungen und der Feuerwehr-Christbaum werden verboten. Vereinsvermögen ist an die Gemeinde abzuführen. Die Aufnahme in die Freiwillige Feuerwehr erfolgte weiterhin auf freiwilliger Basis, jedoch musste nun der Bürgermeister seine Zustimmung erteilen, da die freiwilligen Feuerwehren als „technische Hilfspolizeitruppe“ in die Ordnungspolizei einbezogen und als Vereine 1938 aufgelöst wurden. Die Ausrüstung und Finanzierung blieb jedoch weiterhin die Angelegenheit der Gemeinden.
Im Jahr 1946 erfolgt der Beschluss der Landes-Feuerpolizei-Ordnung im Vorarlberger Landtag. Dies bildet die gesetzliche Grundlage des Feuerwehrwesens in Vorarlberg. 1950 erfolgt die Eingliederung der Löschgruppen Kehlegg, Watzenegg und Ebnit in die Feuerwehr Dornbirn als ordentliche Mitglieder mit gleichen Rechten und Pflichten.
Seit 2008, mit der Eröffnung des Achraintunnels, wird die Freiwillige Feuerwehr Dornbirn zur Stützpunktfeuerwehr für Tunneleinsätze und es wird ein spezielles Rüstlöschfahrzeug eingeweiht.

## Organisation und Aufbau
Die Feuerwehr Dornbirn ist, wie alle Feuerwehren in den meisten österreichischen Bundesländern, eine Körperschaft des öffentlichen Rechts.
Die Feuerwehr ist in sechs Züge und eine zusätzliche Löschgruppe unterteilt. Die Löschgruppe versorgt dabei die Bergparzelle Ebnit, während die Löschzüge im Stadtgebiet (Löschzug 1–4), in Kehlegg (Löschzug 6) und in Watzenegg (Löschzug 7) zuständig sind. Im Jahr 2018 musste die Freiwillige Feuerwehr zu insgesamt 475 (2017: 413; 2014: 324) Einsätzen ausrücken, wovon 208 (2014: 186) auf Brandfälle entfielen.

## Ausrüstung
Für die Ausrüstung der Freiwilligen Feuerwehr Dornbirn ist in erster Linie die Gemeinde zuständig. Aufgrund von Vorgaben des Landes Vorarlberg sind Mindestausrüstungsverordnungen vorgegeben, die ein Minimum an Fahrzeugausrüstung vorschreiben (abhängig von Gemeindegröße und Gefahrenpotentialen).

## Standorte und Unterstützung

### Zentrale
In den Jahren 1958 bis 1996 befand sich die Zentrale der Freiwilligen Feuerwehr direkt beim Rathaus der Stadt Dornbirn angebaut. Aufgrund von Kapazitätsproblemen wurde die Feuerwehrzentrale verlegt. Die Zentrale der Freiwilligen Feuerwehr Dornbirn befindet sich heute etwa einen Kilometer vom Zentrum der Stadt Dornbirn entfernt und wurde 1996 am heutigen Standort errichtet. In der etwa 1200 m2 großen, vollständig geschlossenen, Fahrzeughalle befinden sich mehr als 15 Kraftfahrzeuge und fünf Anhänger sowie zwei Abrollbehälter zur Gefahrenabwehr (Atemschutz und Technische Hilfeleistung).
Unterhalb des Grundstückes der Zentrale verläuft der Karlesgraben.

### Ausgelagerte Löscheinheiten
Aufgrund des relativ großen Einsatzgebietes der Freiwilligen Feuerwehr Dornbirn verfügt diese über vier weitere Feuerwehrhäuser, mit dort stationierten Mannschaften und Fahrzeugen. Diese ausgelagerten Mannschaften sind als Löschzüge oder Löschgruppen dem Kommando der Freiwilligen Feuerwehr untergeordnet. Die Löschzüge befinden sich im Stadtbezirk Hatlerdorf, den Bergdörfern Kehlegg und Watzenegg sowie eine Löschgruppe im Ebnit.
Spritzenhäuser wurden im Jahr 1883 in den Stadtteilen Markt, Kehlen, Hatlerdorf, Mühlebach, Oberdorf, Kehlegg, Haselstauden und am Haselstauder Berg errichtet.

#### Hatlerdorf
1887 wurde das Feuerwehrhaus Hatlerdorf (mit Lokalitäten für den Kindergarten) errichtet. Die heutige Außenstelle mit Aufenthaltsraum und Garagen wurde 1926 errichtet und 1984 renoviert. Es befinden sich in den Garagen ein Tanklöschfahrzeug und ein Löschfahrzeug.

#### Kehlegg
Das Feuerwehrhaus in Kehlegg mit Werkstatt, Aufenthaltsraum, Verwaltungsraum und Garagen wurde 1985 errichtet und 1987 feierlich eröffnet und es befindet sich dort in der Garage ein Kleinlöschfahrzeug und ein Schlauchanhänger.

#### Watzenegg

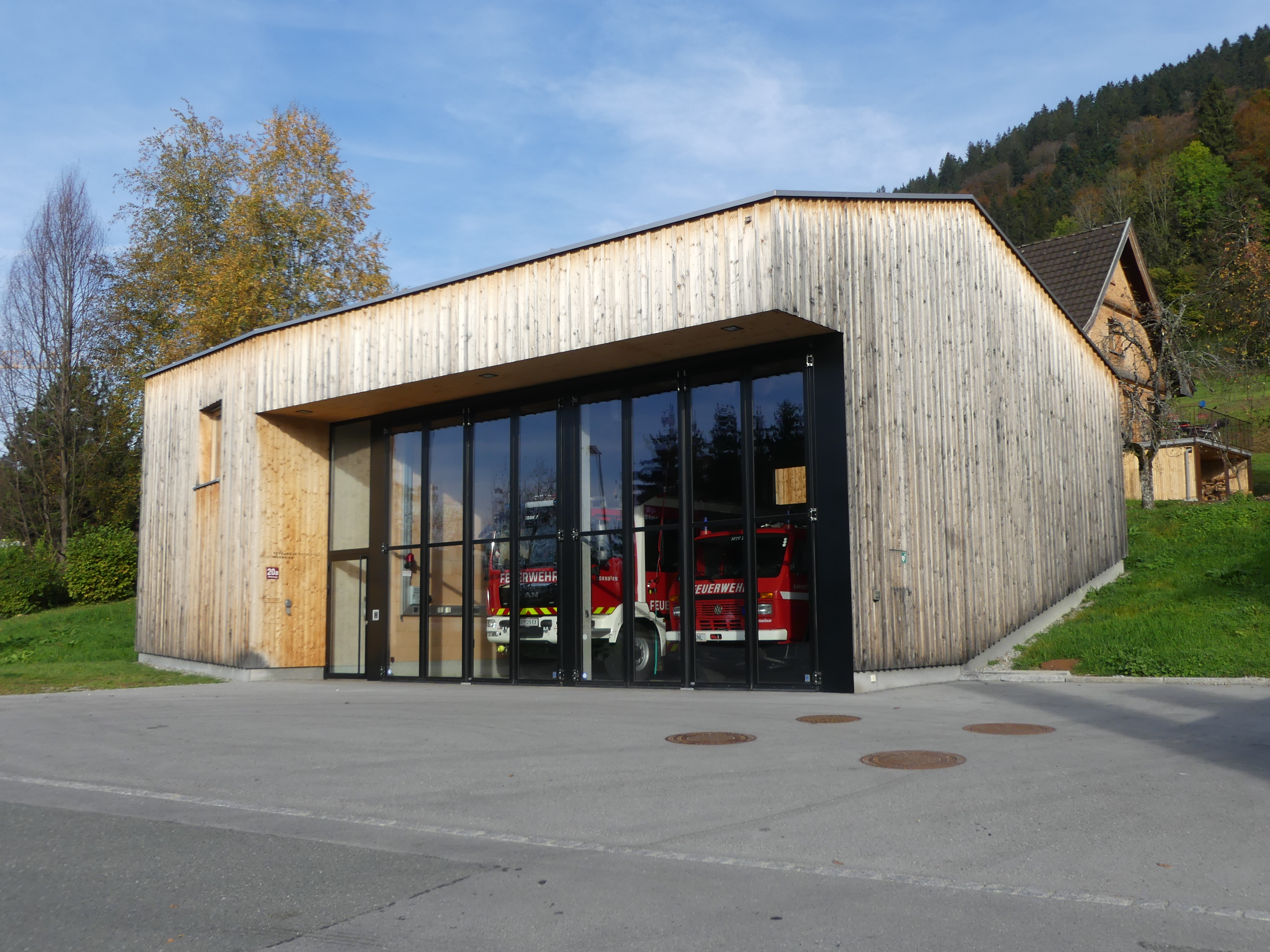
Feuerwehrhaus Watzenegg

Dieses Feuerwehrhaus wurde erst 2016 mit einem Umkleide- und Aufenthaltsraum sowie Verwaltungsraum und Garagen neu errichtet. In der Garage befindet sich ein Kleinlöschfahrzeug. Der Löschzug Watzenegg ist für das Gebiet von der Parzelle Tugstein bis Ammenegg und für rund 850 Objekte, in denen rund 1150 Personen leben, zuständig. Der Löschzug besteht derzeit aus 22 aktiven und 5 passiven Mitgliedern.

#### Ebnit

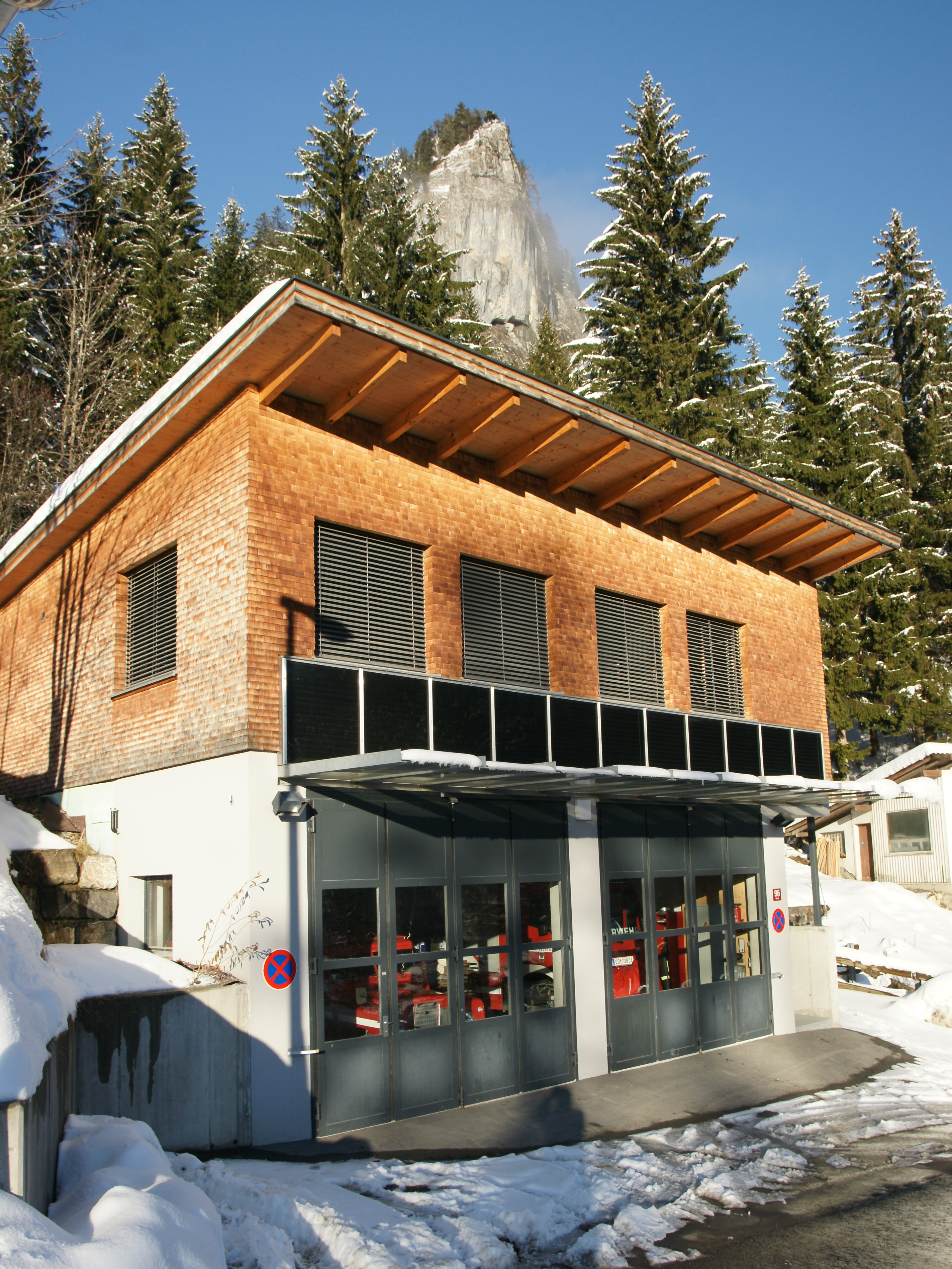
Feuerwehrhaus im Ebnit

Diese Außenstelle wurde 2003 neu gebaut und umfasst einen Umkleide- und Aufenthaltsraum, eine autarke Einsatzzentrale sowie die Garagen mit einem Berglandlöschfahrzeug und einem Kleinlöschfahrzeug sowie einem Anhänger mit Tragkraftspritze.

#### Ehemalige Spritzenhäuser
Die im Jahr 1883 errichteten Spritzenhäuser Kehlen, Mühlebach, Oberdorf, Haselstauden und Haselstauder Berg sind nicht mehr aktiv bzw. wurden abgebrochen.

### Feuerwehrjugend
Die Feuerwehrjugend ist eine Nachwuchsorganisation innerhalb der Feuerwehr. Erst relativ spät wurde in Dornbirn eine Feuerwehrjugend am 26. November 2010 gegründet.
- Siehe auch: Jugendarbeit in der Feuerwehr

## Betriebsfeuerwehren
Zusätzlich zur Freiwilligen Feuerwehr der Stadt Dornbirn bestanden und bestehen in größeren Unternehmen (z. B. Zumtobel Leuchten oder Fussenegger Textil) Betriebsfeuerwehren, die der Stadtfeuerwehr in den betroffenen Unternehmen den Brandschutz abnehmen und die Stadtfeuerwehr nach Bedarf als Verstärkung anfordern können.